# سوت‌زن سینه‌فندقی
سوت‌زن سینه‌فندقی (نام علمی: Pachycephala orpheus) نام یک گونه از سرده سردرشت است.